# Об'єкт 757
Об'єкт 757 — радянський дослідний важкий ракетний танк. Розроблений в конструкторському бюро Челябінського тракторного заводу. Серійно не випускався.

## Історія створення
«Об'єкт 757» був розроблений в конструкторському бюро Челябінського тракторного заводу. У 1959 році був виготовлений дослідний зразок машини. Зразок пройшов заводські і випробування на полігоні, проте в 1961 році роботи над машиною були припинені. Причиною стала відмова від концепції важких танків, а також створення нового ракетного танка «Об'єкт 772».

## Опис конструкції

### Озброєння
Як основне озброєння в «Об'єкті 757» використовувалася гармата-пускова установка Д-126С. Гармата була здатна вести вогонь протитанковими керованими ракетами «Рубін» з швидокстрільністю 4-5 пострілів за хвилину, дальність стрільби складала до 4 км. При наведенні використовувався спеціальний Інфрачервоне випромінювання. Головним недоліком системи наведення була неможливість прицілювання при використанні ворожою ціллю димової завіси.
Також була можливість використовувати некеровані реактивні снаряди «земля — земля» «Бур» на дальності до 9 км зі швидкострільністю 8-10 пострілів в хвилину.
Крім того для «Об'єкту 757» розроблялися і інші боєприпаси. Так в 1957 році в НДІ-1 були розпочаті розробки ПТРК «Кобра». Наведення ракети мало здійснюватися по інфрачервоному променю. Щоб вписати ракету в калібр гармати «Об'єкту 757» стабілізатори зробили складними. При польоті ракета оберталася з невеликою кутовою швидкістю, яка становила близько 10 об./с..
Також для «Об'єкту 757» був адаптований ПТРК КЛ-8 «Спрут», який спочатку розробляли для дослідного важкого танка «Об'єкт 279». Проте всі роботи по озброєнню «Об'єкту 757» були припинені разом з розробкою самого танка.
Як додаткове озброєння на танку встановлювався 7,62-мм кулемет СГМТ.

## Екземпляри, які збереглися
Єдиний екземпляр знаходиться у приватному Музеї техніки Вадима Задрожного. Музей знаходиться у садибі Архангельське у Красногорському району Московської області.

## Виноски
1. ↑  Не плутати з ПТРК 9М112 «Кобра»